# Пунгин, Олег Владимирович
Оле́г Влади́мирович Пунги́н (род. 16 ноября 1968, Владивосток, СССР) — советский и российский рок-музыкант, наиболее известный как барабанщик группы «Мумий Тролль».

## Биография
Музыкой занимался с первого класса, играя в школьном ансамбле «Счастливое детство». В конце 1980-х — после окончания школы — работал в ансамбле песни и пляски Тихоокеанского флота. В начале 1990-х — работал на радио, где занимался заставками, рекламными спотами и записью различных исполнителей. Был учредителем одной из владивостокских студий звукозаписи. Работал в качестве аранжировщика и звукорежиссёра на записях многих владивостокских коллективов. Летом 1997 года получил предложение сыграть несколько концертов с «Мумий Троллем» на Дальнем Востоке, после чего стал постоянным участником группы.